# Нейруляция

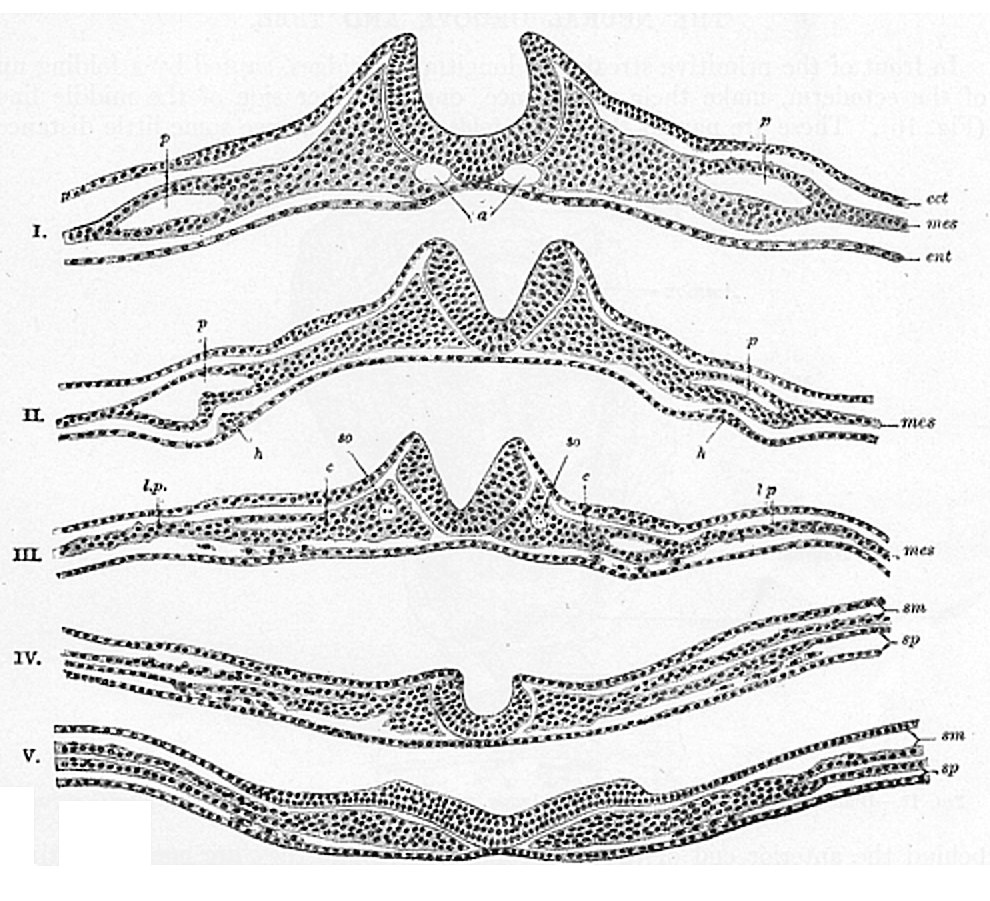
Нейруляция: препарат в поперечном сечении, который показывает развитие от нервной пластинки до нервной бороздки (снизу вверх)

Нейруляция — образование нервной пластинки и её замыкание в нервную трубку в процессе зародышевого развития хордовых.
Нейруляция — один из ключевых этапов онтогенеза. Зародыш на стадии нейруляции называется нейрулой.
Развитие нервной трубки в передне-заднем направлении контролируется специальными веществами — морфогенами (они определяют, какой из концов станет головным мозгом), а генетическая информация об этом заложена в так называемых гомеотических, или гомеозисных генах.
Например, морфоген ретиноевая кислота при увеличении её концентрации способна превратить ромбомеры (сегменты нервной трубки заднего отдела головного мозга) одного вида в другой.
- Нейруляция у ланцетников представляет собой нарастание валиков из эктодермы над слоем клеток, становящимся нервной пластинкой.
- Нейруляция в многослойном эпителии — клетки обоих слоев опускаются под эктодерму вперемешку и расходятся центробежно, образуя нервную трубку.
- Нейруляция в однослойном эпителии:
  - шизоцельный тип (у костистых рыб) — подобен нейруляции многослойного эпителия, за исключением того, что опускаются клетки одного слоя.
  - У птиц и млекопитающих — нервная пластинка инвагинирует внутрь и замыкается в нервную трубку.

## Смыкание валиков
У птиц и млекопитающих в процессе нейруляции выступающие части нервной пластинки, называющиеся нервными валиками, смыкаются по всей длине нервной трубки неравномерно.
Обычно смыкается сначала середина нервной трубки, а потом смыкание идет к обоим её концам, оставляя в итоге два несомкнутых участка — передний и задний нейропоры (от др.-греч. νεῦρον «волокно; нерв» + πόρος «пора; проход»).
У человека смыкание нервной трубки более сложное. Первым смыкается спинной отдел, от грудного до поясничного, вторым — участок ото лба до темени, третьим — лицевой, идет в одном направлении, к нейрокраниуму, четвертым — участок от затылка до конца шейного отдела, последним, пятым — крестцовый отдел, также идет в одном направлении, от копчика.
При несмыкании второго участка обнаруживается смертельный врожденный порок — анэнцефалия. У зародыша не формируется головного мозга.
При несмыкании пятого участка обнаруживается поддающийся коррекции врожденный порок — расщепление позвоночника, или Spina bifida. В зависимости от тяжести расщепление позвоночника делят на несколько подтипов.

## Нервная трубка

Формирование нервной трубки (фиол.) в ходе нейруляции

В процессе нейруляции образуется нервная трубка.
В поперечном сечении в ней сразу же после образования можно выделить три слоя, изнутри наружу:
1. Эпендимный — псевдомногослойный слой, содержащий зачаточные клетки.
2. Мантийная зона — содержит мигрирующие, пролиферирующие клетки, выселяющиеся из эпендимного слоя.
3. Наружная краевая зона — слой, где образуются нервные волокна.

## Плакоды
Плакоды, или эпидермальные плакоды — производные эктодермы, формирующиеся в месте контакта нервной трубки с эктодермой.

## Нервный гребень
Нервный гребень — это совокупность клеток, выделяющихся из дорзальных отделов нервного желобка во время его замыкания в нервную трубку.